# Phantom (韓國組合)
Phantom，是由Kiggen、Sanchez、韓海組成的團體，三位成員都有自己的特長，可以參與唱歌、rap、作詞和作曲。2014年發行第一張正規專輯《Phantom Power》。於2017年12月22日正式解散。

## 成員資料
| 成員列表 | 成員列表 | 成員列表 | 成員列表 | 成員列表 | 成員列表      | 成員列表                        | 成員列表 |
| 藝名     | 藝名     | 藝名     | 本名     | 本名     | 本名          | 出生日期 / 出生地               |          |
| 藝名     | 諺文     | 羅馬拼音 | 漢字     | 諺文     | 羅馬拼音      | 出生日期 / 出生地               |          |
| -------- | -------- | -------- | -------- | -------- | ------------- | ------------------------------- | -------- |
| Kiggen   |          | Kiggen   | 李基元   |          | Lee Gi-won    | 1979年3月13日 · 日本            |          |
| Sanchez  |          | Sanchez  | 申宰敏   |          | Sin Jae-min   | 1986年10月17日 · 忠清北道堤川市 |          |
| 韓海     |          | Hanhae   | 鄭韓海   |          | Jeong Han-hae | 1990年4月7日 · 釜山廣域市       |          |

## 命名
「Phantom」這個名字來自於愛因斯坦相對論中的「幽靈能量」，代表著無限膨脹的潛力。

## 音樂作品

### 數位單曲
- 2011年：《얼굴 뚫어지겠다》
- 2012年：Ice
- 2012年：《미역국》
- 2013年：《몸만 와》
- 2013年：《다 알아》
- 2013年：《신세계》
- 2013年：Wayogayo vol.1 (긱스, 에스나와 합작)
- 2014年：《날아올라》
- 2014年：《이제 보니까》
- 2015年：《확신을 줘 (Could You Be Mine?)》

### 正規專輯
- 2014年：《Phantom Power》

### 迷你專輯
- 2012年：Phantom City
- 2012年：Phantom Theory

## 外部連結
- Phantom的Facebook專頁
- Kiggen的Instagram帳戶
- Sanchez的Facebook專頁
- Sanchez的Instagram帳戶
- 韓海的Facebook專頁
- 韓海的X（前Twitter）
- 韓海的Instagram帳戶
- Phantom（页面存档备份，存于）的Daum Cafe專頁

## 註解
1. ↑  尚未正名

## 引用資料
1. ↑  .   [2017年12月4日]. （原始内容存档于2016年3月26日）.
2. ↑  .   [2017-12-22]. （原始内容存档于2017-12-23）.